# Anoxypristis cuspidata
Pristis cuspidatus
Genre
Espèce
Statut de conservation UICN

 EN A2cd : En danger
Statut CITES
Anoxypristis cuspidata, ou Pristis cuspidatus, est une espèce de poissons-scies de la famille des Pristidae.

#### GenreAnoxypristis
- (en) FishBase : liste des espèces du genre Anoxypristis (site miroir)
- (fr + en) ITIS : Anoxypristis White and Moy-Thomas, 1941
- (en) Animal Diversity Web : Anoxypristis
- (en) NCBI : Anoxypristis (taxons inclus)
- (fr + en) CITES : genre Anoxypristis (sur le site de l’UNEP-WCMC)

#### EspèceAnoxypristis cuspidata
- (en + fr) FishBase : espèce Anoxypristis cuspidata (Latham, 1794) (+ traduction) (+ noms vernaculaires 1 & 2)
- (fr + en) ITIS : Anoxypristis cuspidata (Latham, 1794)
- (en) WoRMS : espèce Anoxypristis cuspidata (Latham, 1794)
- (en) Animal Diversity Web : Anoxypristis cuspidata
- (en) NCBI : Anoxypristis cuspidata (taxons inclus)
- (en) CITES : Anoxypristis cuspidata (Latham, 1794)  (+ répartition sur Species+) (consulté le 11 mai 2015)
- (fr) CITES : taxon  Anoxypristis cuspidata (sur le site du ministère français de l'Écologie) (consulté le 11 mai 2015)
- (en) UICN : espèce Anoxypristis cuspidata (consulté le 11 mai 2015)